# Polipéptido pancreático
El polipéptido pancreático o PPY es un polipéptido producido en las células PP o F del páncreas. Tiene 36 aminoácidos y un peso molecular de 4200 Da.
La función del péptido pancreático es la de autorregular la función secretora (endocrina y exocrina) y tiene efecto sobre los niveles de glucógeno hepático y secreciones gastrointestinales. También actúa sobre la motilidad intestinal, aumentando la velocidad de vaciamiento gástrico y prolongando el tiempo de tránsito intestinal. Su presencia inhibe la secreción de motilina y somatostatina. 
Su secreción en humanos se incrementa después de la ingesta de alimentos ricos en proteínas, ayuno, ejercicio e hipoglicemia; y disminuye a causa de la somatostatina y glucosa intravenosa.